# Нико: путь к звёздам
«Ни́ко: путь к звёздам» (фин. Niko – Lentäjän poika) — мультипликационный фильм, выпущенный в 2008 году компаниями Cinemaker Oy, Anima Vitae, Magma Films Ltd., Ulysses, Yleisradio.
12 октября 2012 года в прокат вышло продолжение «Нико 2».

## Сюжет
Главный герой мультфильма — оленёнок Ни́ко. Оленёнок растет без отца. Однажды мать поведала Нико о том, что его отец — один из тех оленей, которые перевозят в санях Санта-Клауса по небу и развозят детям подарки. Оленёнок хочет во что бы то ни стало разыскать своего отца и уходит из дома. Перед этим Нико берёт уроки полётов у своего верного друга — белки-летяги Джу́лиуса. По пути к Санте Нико и Джулиус узнаю́т, что Санта-Клаус и его олени находятся в опасности — лесные волки решили погубить их, чтобы самим остаться во владениях. Навстречу Нико и Джулиусу попадается весёлая и задорная ласка по имени Ви́лма. Вилма помогает друзьям добраться до владений Санты. Много им пришлось испытать, но тем не менее, они встречаются с летающими оленями. Нико обретает уверенность в себе и тоже начинает летать. В конце концов друзьям удается прогнать волков.

## Создание
Изначально в основу мультфильма входили сказания финского фольклора. Однако в ходе работы сценарист Ханну Туомайнен отказался от этой идеи, сосредоточившись на теме взросления главного героя. В общей сложности сценаристы создали пять различных вариаций сценария, пока не остановились на одном.
Над мультфильмом работала многонациональная команда художников-аниматоров из Германии, Дании, Финляндии и Ирландии. Основные элементы анимации и эффекты были созданы в Финляндии и Дании. Над рендерингом и освещением трудились финские специалисты. Постпродакшн осуществлялся в Ирландии. В итоге Нико: Путь к звёздам обрёл статус самого дорогого мультипликационного фильма в истории финского кинематографа.

## Роли дублировали
- Иван Чуваткин — Нико
- Сергей Селин — Джулиус
- Жанна Фриске — Вилма
- Никита Джигурда — Чёрный Волк
- Мария Овчинникова — Уна
- Лиза Мартиросова — Сага
- Михаил Лукашов — эпизод

Режиссёр дубляжа — Ольга Михеева